# Planelle
Une planelle (appelée aussi planelle de rive) est un bloc de béton (sorte de petit parpaing), de béton cellulaire ou de terre cuite de faible épaisseur (5 cm pour le béton), situé en périphérie d'un plancher et de même nature que le matériau utilisé pour les verticaux. Ainsi la façade présente un parement uniforme. 
La planelle est utilisée pour réaliser les coffrages lors du coulage de la dalle pleine (radier) ou de la table de compression d'un plancher hourdi. La mise en œuvre d'une planelle se fait à l'aide d'un mortier classique.
La planelle permet d'éviter des problèmes de fissuration d'enduit de façade en maintenant l'homogénéité du parement de façade et en évitant que ce soit le béton du plancher qui soit en contact avec l'enduit extérieur. Il est donc primordial que la planelle soit d'un matériau de même nature que celui utilisé pour le remplissage des parements : si les parements sont en blocs béton, alors la planelle doit être en blocs béton. Si les parements sont en béton cellulaire, la planelle sera de même, etc.
Il existe des planelles qui permettent de réduire (très partiellement) les ponts thermiques créés par la jonction mur-plancher.